# Decretos de Nueva Planta

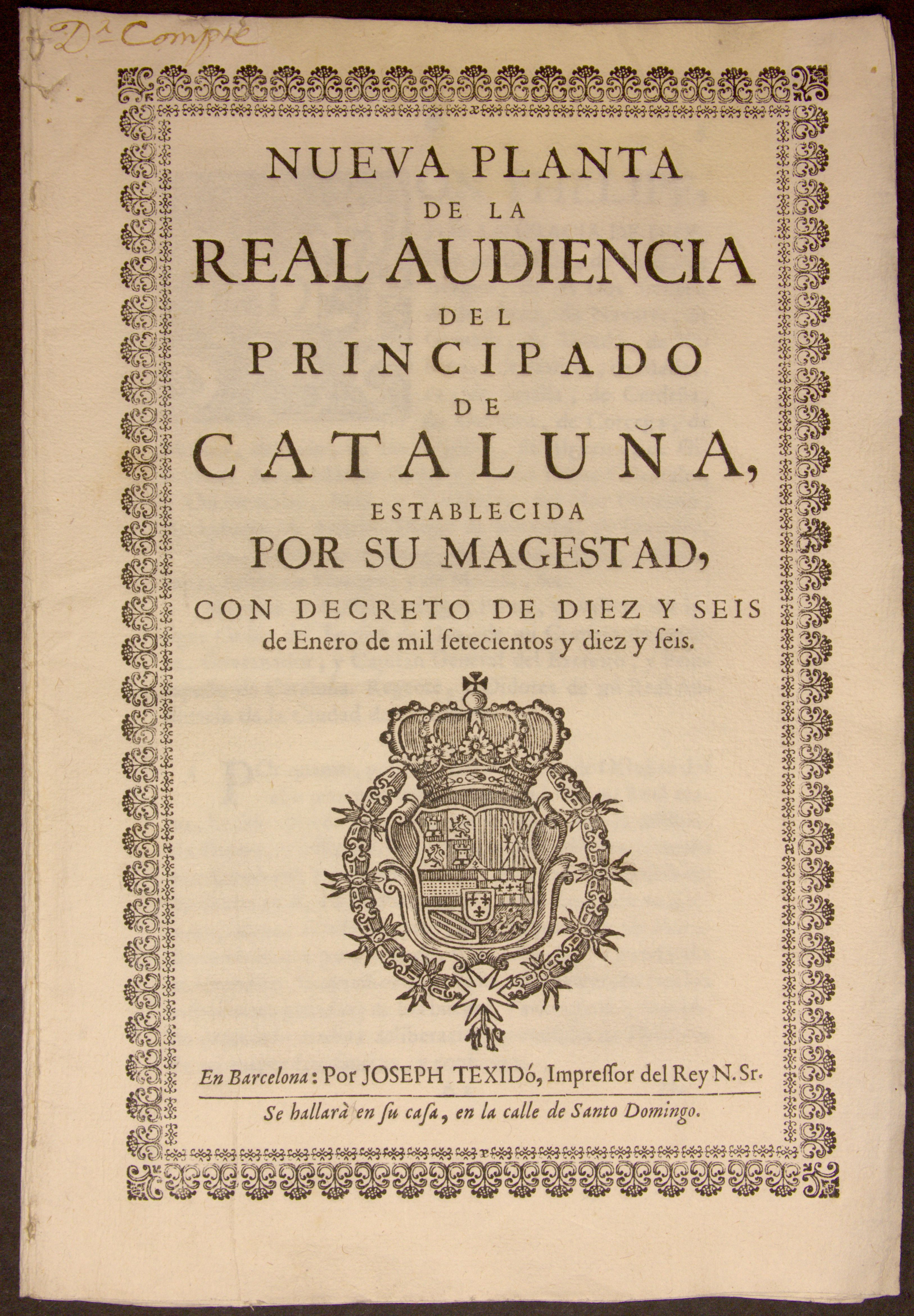
Titelblatt des Dekretes vom 16. Januar 1716

Die Decretos de Nueva Planta (wörtl. Verordnungen zur Neupflanzung bzw. zur Neuanlage (des spanischen Staats)) bestanden aus einer ganzen Reihe von Verordnungen. Philipp V. erließ sie, teilweise noch während des  Spanischen Erbfolgekrieges, ab Juni 1707, um die Regierung, die Verwaltung und das Rechtswesen in allen von ihm beherrschten Gebieten Spaniens zu vereinheitlichen. Besonders in den Ländern der Krone von Aragón herrschte bis dahin, durch die Privilegien des Adels und der Cortes, eine Machtteilung zwischen den Cortes und dem König. Politisches Ziel der Decretos de Nueva Planta war es, diese Sonderrechte zu beseitigen und Spanien in einen absolutistischen Einheitsstaat umzuwandeln.
Seit dem Regierungsantritt des Königs Karl I. im Jahr 1516 waren die verschiedenen Herrschaften der Krone Kastiliens und der Krone von Aragón unter einem Monarchen vereinigt. Dabei handelte es sich aber praktisch nur um eine Personalunion. In den verschiedenen Reichen Königreich Kastilien, Königreich Aragón, Fürstentum Katalonien, Königreich Valencia, Königreich Navarra, Sizilien usw. bestanden getrennte Ständeversammlungen (Cortes), die streng darauf achteten, dass auf ihrem Gebiet Gerichte nach dem jeweils örtlichen Recht entschieden und die besonderen Vorrechte und Traditionen der Herrschaftsgebiete beachtet wurden.
Die Decretos de Nueva Planta hatten in erster Linie Auswirkungen auf Valencia, Aragón, Katalonien und Mallorca:
- Der größte Teil der Sonderrechte der einzelnen Herrschaftsgebiete wurde aufgehoben.
- Die Cortes in den Reichen der Krone von Aragón und viele andere Ratsversammlungen in diesen Ländern wurden abgeschafft.
- Außer in Valencia wurde nur noch im Bereich des Privatrechtes nach örtlichem Recht entschieden.
- Die kastilische (spanische) Sprache verdrängte das Katalanische; sie wurde Amtssprache der audiencias.
- Ein vom König eingesetzter Capitán General war der oberste militärische und politische Befehlshaber.
- Die Stellen der oberen Gerichte wurden mit Personen besetzt, die mit den Bourbonen sympathisierten.
- Die Vorschrift, dass hohe Stellen in der Verwaltung, der Gerichtsbarkeit und beim Militär nicht mit „Ausländern“ besetzt werden durften, wurde abgeschafft. Stellen in Aragón durften jetzt auch mit Kastiliern besetzt werden.
- In den großen Städten wurden – wie in Kastilien  – die Stadträte auf Lebenszeit eingesetzt. Den Vorsitz der Versammlung (Cabildos) hatte ein vom König eingesetzter Corregidor.
- Die Zollgrenzen zwischen Kastilien und Aragón wurden aufgehoben.
- In ganz Spanien wurde ein neues System der Erhebung von Zöllen und Abgaben entwickelt.[2]